# CMU 글꼴
컴퓨터 모던 유니코드 글꼴(Computer Modern Unicode font family) 또는 CMU 글꼴은 조판 프로그램 TeX에서 사용된 서체의 원래 패밀리이다.
도날드 크누스(Donald Knuth)가 메타폰트(Metafont) 프로그램으로 만들었으며 1992년에 가장 최근에 업데이트되었다.
CMU 글꼴 또는 그 변형은 과학 출판, 특히 수학 표기법을 자주 사용하는 학문 분야에서 널리 사용되고있다.

## 디자인
이름으로 암시 된 것처럼, CMU 글꼴(Computer Modern Unicode font)은 18세기 후반에 등장한보다 덜 규칙적인 디자인과 대비되는 "현대적" 세리프(serif) 글꼴이다. 모던(Modern) 또는 " 디돈(Didone) "글꼴은 두꺼운 요소와 얇은 요소 사이의 콘트라스트가 높으며 "응력"또는 두꺼움의 축은 완벽하게 수직이다. CMU 글꼴은 특히 모노 타입 모던 8a를 기반으로하며 직접 모델과 마찬가지로 오름차순 및 디센더의 길이에 비해 x높이(x-height)가 더 크다.
이러한 모노타입 CMU 글꼴(Monotype CMU font)은 출판사가, 1950년대 이후에 사용하기 시작한 타임스 뉴 로먼(Times New Roman)이 사용되기전, 수학 인쇄에 광범위하게 사용되었었다.
TeX의 기본 폰트로 선택한 크누스(Knuth)는 이것이 유용한 자원이 되기를 바랬다.
한편, CMU 글꼴의 가장 특이한 특징은 메타폰트 (Metafont) 시스템으로 설계된 완전한 유형의 패밀리라는 사실이다. CMU 글꼴 소스 파일은 다양한 요소의 너비와 높이, 세리프 또는 구식 숫자 의 존재 여부, "i"의 점과 같은 점이 정사각형인지 반올림한지 여부를 제어하는 62 개의 고유 한 매개 변수로 관리되며, "g"와 "o"와 같은 소문자 글자에 "초타원"적 요소가 있다. 이렇게하면 메타폰트(Metafont) 디자인을 비정상적으로 유용하게 처리할 수 있다. 크누스(Knuth)는 데모에서 모핑(morphing)과 같은 효과를 보였주었다. 데모에서는 한 글꼴이 텍스트 과정에서 천천히 다른 것으로 천이한다. [6]
CMU 글꼴은 결코 유일한 메타 글꼴 디자인 서체가 아니지만 참고할만한 가치에서 가장 성숙되고 또한 널리 사용된다.

## 블루스카이(BlueSky)
CMU 글꼴은 1988년 블루스카이(BlueSky, Inc.)에 의해 포스트스크립트 타입 3(PostScript Type 3) 글꼴 형식으로 변환 된 후 글꼴 힌팅(Font hinting)을 포함하기 위해 1992년 Type 1로 변환되었다.
Type 1 버전은 이후 오픈 폰트 라이선스 하에서 자유롭게 배포하는 미국수학협회American Mathematical Society,AMS)에 기부되었다.
이것은 대부분의 표준 TeX 배포판에서 이용된다.

## STIX 글꼴
이러한 메타폰트적인 요소 및 수학적,과학적 요소, 그리고 오픈 폰트 라이선스환경은  보다 광범위한 글꼴인 STIX 글꼴 프로젝트에 자연스럽게 영향을 주었다.

## 같이 보기
- STIX 글꼴

## 참고
- https://sourceforge.net/projects/cm-unicode/files/